# Complesso Monti di Castellammare del Golfo (TP)
Complesso Monti di Castellammare del Golfo (TP) este o arie protejată (arie specială de conservare — SAC, sit de importanță comunitară — SCI) din Italia întinsă pe o suprafață de 2.406 ha, din care 1 % marine.

## Localizare
Centrul sitului Complesso Monti di Castellammare del Golfo (TP) este situat la coordonatele 38°00′50″N 12°50′59″E / 38.013889°N 12.849722°E.

## Înființare
Situl Complesso Monti di Castellammare del Golfo (TP) a fost declarat sit de importanță comunitară în septembrie 1995 pentru a proteja 2 specii de plante și 15 specii de animale. Situl a fost protejat și ca arie specială de conservare în decembrie 2015.

## Biodiversitate
Situată în ecoregiunea mediteraneană, aria protejată conține 13 habitate naturale: Tufărișuri termo-mediteraneene și de pre-deșert, Recifuri, Păduri de Quercus ilex și Quercus rotundifolia, Pseudostepă cu ierburi și specii anuale de Thero-Brachypodietea, Peșteri inaccesibile publicului, Pante stâncoase calcaroase cu vegetație casmofită, Grohotișuri termofile și vest-mediteraneene, Peșteri marine scufundate complet sau parțial, Faleze cu vegetație de Limonium spp. endemic de pe coastele mediteraneene, Salicornia și alte specii anuale care populează regiunile mlăștinoase și nisipoase, Iazuri temporare mediteraneene, Vegetație anuală la limita mareei, Formațiuni scunde de Euphorbia în apropierea falezelor.
La baza desemnării sitului se află mai multe specii protejate:
- plante (2): Dianthus rupicola, Ophrys lunulata
- păsări (13): Alectoris graeca whitakeri, fâsă-de-câmp (Anthus campestris), Apus pallidus, Aquila fasciata, ciocârlie-cu-degete-scurte (Calandrella brachydactyla), prepeliță (Coturnix coturnix), șoim călător (Falco peregrinus), sfrâncioc cu cap roșu (Lanius senator), ciocârlie de pădure (Lullula arborea), privighetoare (Luscinia megarhynchos), pietrar mediteranean (Oenanthe hispanica), codroșul de pădure (Phoenicurus phoenicurus), pupăză (Upupa epops)
- reptile (2): Emys trinacris, țestoasă bănățeană (Testudo hermanni)

Pe lângă speciile protejate, pe teritoriul sitului au mai fost identificate 76 de specii de plante, 2 specii de amfibieni, 3 specii de mamifere, 2 specii de reptile.